# Pierre Bergé
Pierre Bergé (født 14. november 1930, død 8. september 2017) var en fransk fabrikant og mæcen. Sammen med Yves Saint Laurent grundlagde han tøjfirmaet Yves Saint Laurent. Parret mødtes og blev partnere i privatlivet i 1958, og i 1961 grundlagde de tøjfirmaet. I 1976 gik de hver til sit på privatfronten, men fortsatte med sammen af lede firmaet og forblev venner. Bergé var direktør for Yves Saint Laurent Haute Couture, indtil denne del af firmaet lukkede i 2002.